# Icilio Calleja
Icilio Calleja (Corfù, 25 giugno 1882 – Milano, 18 novembre 1941) è stato un tenore maltese.
Antonio Federico Icilio Calleja, tenore lirico drammatico, voce molto robusta specialmente nel registro acuto, brunita nei centri e discreta musicalità, studiò giurisprudenza presso la Sorbonne a Parigi prima di dedicarsi al canto. Debuttò nel 1906 a Firenze nel ruolo di Canio in Pagliacci di Ruggero Leoncavallo. Nel 1913 ottenne un successo al Teatro alla Scala di Milano nel ruolo di Otello. Cantò nei principali teatri italiani e internazionali. Trovò una definitiva collocazione musicale come tenore wagneriano. Concluse la sua carriera nel 1929 al Teatro Regio di Parma nel ruolo del protagonista nel Siegfried di Richard Wagner.

## Repertorio principale
- Giuseppe Verdi
  - Un ballo in maschera
  - La forza del destino
  - Otello
  - Aida
- Alfredo Catalani
  - Loreley
  - La Wally
- Giacomo Puccini
  - Manon Lescaut
  - Madama Butterfly
  - La fanciulla del West
- Umberto Giordano
  - Andrea Chénier
- Camille Saint-Saëns
  - Samson et Dalila
- Romano Romani
  - Zulma